# Joan Martines
Joan Martines (... – Napoli, 1591) è stato un cartografo e cosmografo italiano, o forse di origine catalana, maiorchina, portoghese od ebraica.

## Biografia

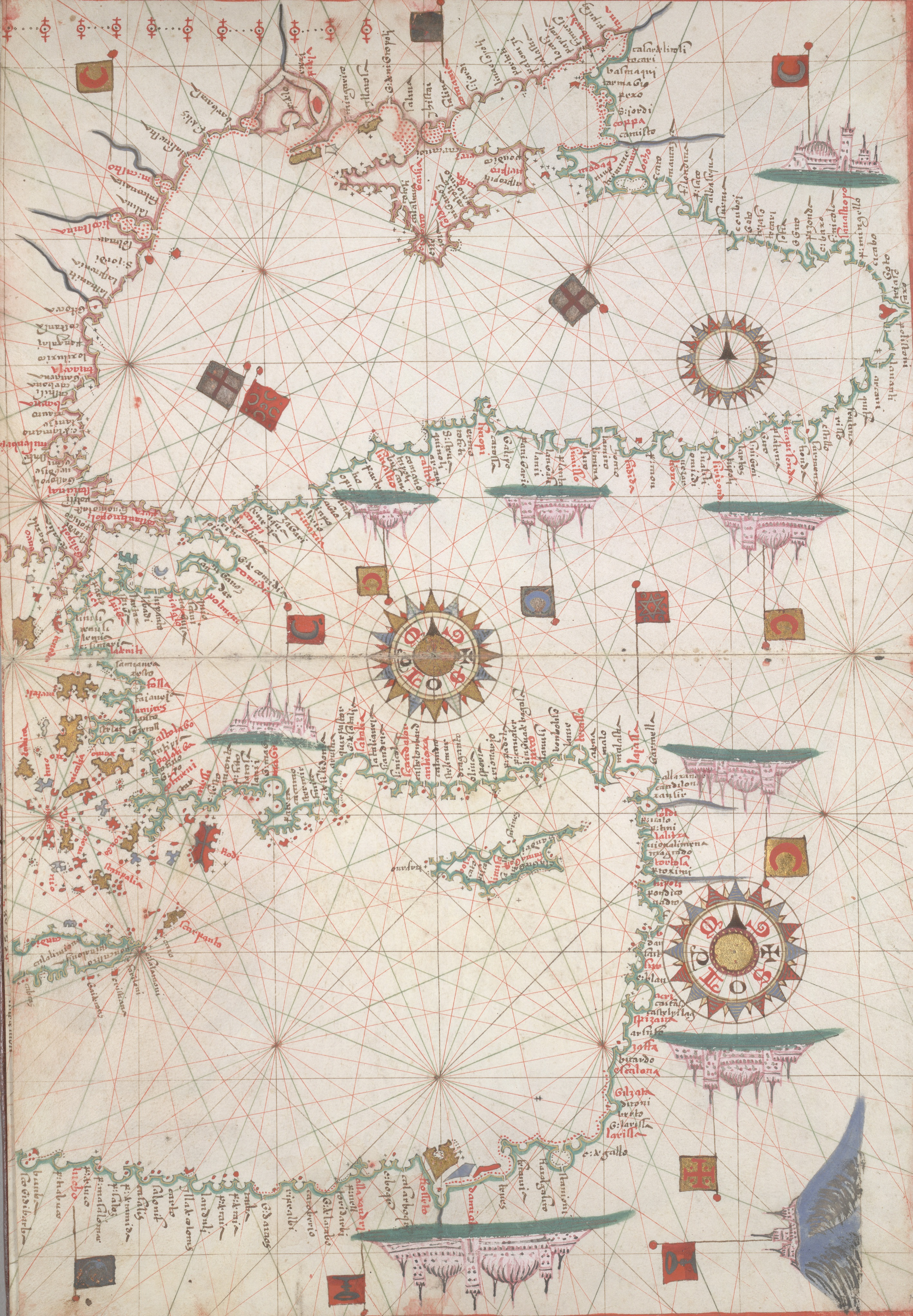
Portolano del mar Nero e del mar Mediterraneo orientale (1578).

Di incerta origine, è indicato dagli studiosi di volta in volta come messinese, catalano, maiorchino, portoghese od ebreo, ma a supporto della prima tesi è da riportare che nelle carte realizzate a Napoli tra il 1590 ed 1591 egli si firmava come "Joan Martines de Messina".
La prima carta firmata dal Martines è data 1556 e venne realizzata a Messina. Nella città siciliana lavorò almeno sino al 1587.

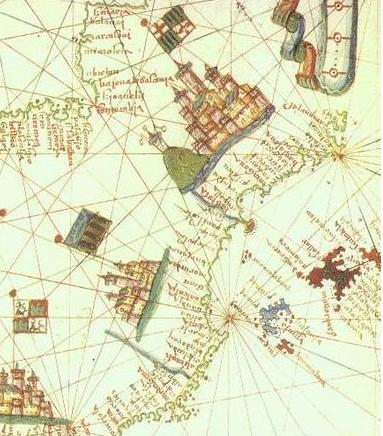
Atlante del 1578.

Nel 1590 venne chiamato a Napoli come cosmografo del re in sostituzione del deceduto Domenico Vigliarolo. Martines morì probabilmente l'anno seguente e non risulta che venne sostituito nella sua carica di cosmografo reale.
Realizzò portolani del bacino mediterraneo ed atlanti geografici (il cui primo conosciuto venne realizzato nel 1562), che avevano come riferimento tra l'altro i lavori di Giacomo Gastaldi. Nelle sue mappe atlantiche sono riportate, come fatto da numerosi cartografi contemporanei e successivi, le inesistenti isole di Frislandia e Hy Brazil.